# Spedizione polare Ziegler

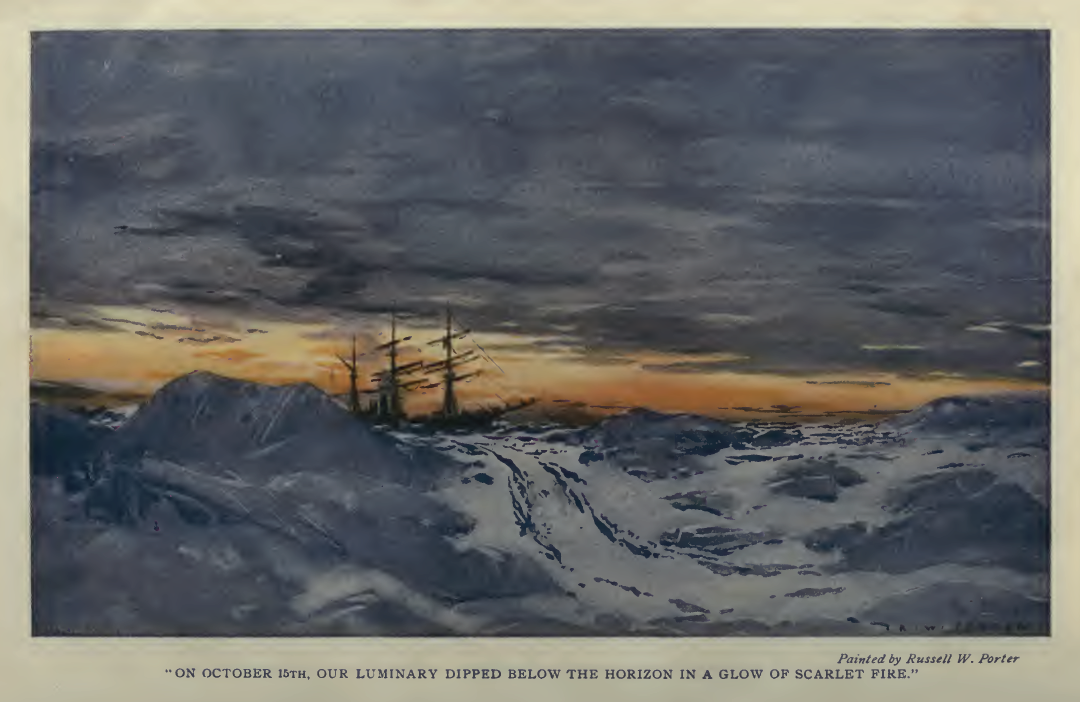
La spedizione Ziegler

La spedizione polare Ziegler del 1903–1905, nota anche come spedizione Fiala, fu un fallito tentativo di raggiungere il polo nord. Il gruppo rimase incagliato a nord del circolo polare artico per due anni prima di venire salvato, mentre erano ancora tutti vivi tranne un singolo membro della spedizione. La spedizione, organizzata da William Ziegler e guidata da Anthony Fiala (1869–1950), partì da Tromsø, in Norvegia, il 14 giugno 1903 a bordo della America. Durante il primo inverno sbarcarono provviste e carbone nella baia di Teplitz sull'isola del Principe Rodolfo, l'isola più settentrionale della Terra di Francesco Giuseppe.

## Organizzazione
Ziegler, che due anni prima (1901) aveva organizzato la spedizione Baldwin-Ziegler, scelse Anthony Fiala, fotografo della precedente missione, per guidare la sua seconda spedizione polare. Fiala calcolò che il cibo necessario per una squadra di otto cani ed un guidatore sarebbe pesato almeno 500 kg. Questo rappresentava un problema, dato che il carico massimo era di 270 kg. Decise di utilizzare i pony per trasportare le provviste supplementari, e di nutrire i cani con la carne di cavallo quando i rifornimenti si fossero ridotti.

## Isolamento e salvataggio

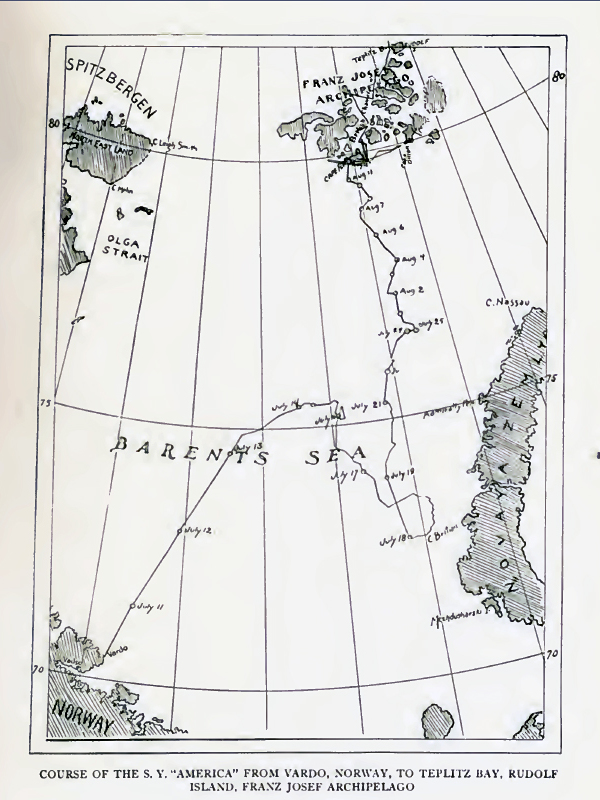
Tragitto percorso dalla America, 1903

Nel novembre 1903, quando giunse il cattivo tempo, la nave si ruppe distruggendo provviste e carbone. Rimasero alcuni relitti, ma scomparvero nel gennaio 1904 in seguito ad una tempesta.
La primavera seguente furono fatti altri tentativi di raggiungere il polo viaggiando sia verso est che verso ovest. Le condizioni erano però troppo rigide, e le acque aperte provocarono problemi alla spedizione. Le provviste iniziarono a scarseggiare e la spedizione si diresse a sud, fino a raggiungere i depositi di Capo Flora, Capo Dillion e Camp Ziegler.
William Peters, secondo in comando, sfruttò questo tempo per guidare l'equipaggio in operazioni esplorative che portarono a miglioramenti delle mappe a disposizione.
Sapendo che sarebbero state mandate loro delle navi di salvataggio, la spedizione rimase fiduciosa, anche se i capi della spedizione dovettero faticare a tenere alto lo spirito.
Un gruppo di salvataggio guidato da William S. Champ a bordo della Terra Nova salpò diretto al campo di ghiaccio, procedendo finché le condizioni meteorologiche furono favorevoli. Il 24 luglio trovarono del ghiaccio sottile che fece dubitare il gruppo sulla possibilità di raggiungere la destinazione. La nave raggiunse comunque l'isola di Palmi il 28 luglio e Capo Dillion il giorno dopo, dove furono trovati sei membri della spedizione. Altri componenti furono trovati a Capo Flora, prima che la Terra Nova tornasse a Capo Dillion dove fu organizzato un gruppo che tramite slitta riportò indietro l'equipaggio.